# 5,15-二(五氟苯基)-10,20-二(4-吡啶基)卟啉
5,15-二(五氟苯基)-10,20-二(4-吡啶基)卟啉是一种有机化合物，化学式为C42H18F10N6。它可由五氟苯基二(2-吡咯基)甲烷和4-吡啶甲醛在三氟乙酸的存在下于二氯甲烷中反应得到，或直接在丙酸中反应制得。它可以和过渡金属形成配位化合物。